# Cantonul Vesoul-Est
Cantonul Vesoul-Est este un canton din arondismentul Vesoul, departamentul Haute-Saône, regiunea Franche-Comté, Franța.

## Comune
| Comune                              | Populație (1999) | Cod poștal | Cod INSEE |
| ----------------------------------- | ---------------- | ---------- | --------- |
| Colombier                           | 379              | 70000      | 70163     |
| Comberjon                           | 190              | 70000      | 70166     |
| Coulevon                            | 206              | 70000      | 70179     |
| Frotey-lès-Vesoul                   | 1 423            | 70000      | 70261     |
| Montcey                             | 222              | 70000      | 70358     |
| Navenne                             | 1 641            | 70000      | 70378     |
| Quincey                             | 1 037            | 70000      | 70433     |
| Varogne                             | 115              | 70240      | 70522     |
| Vellefrie                           | 100              | 70240      | 70534     |
| Vesoul                              | 17 168 (1)       | 70000      | 70550     |
| La Villeneuve-Bellenoye-et-la-Maize | 140              | 70240      | 70558     |
| Villeparois                         | 167              | 70000      | 70559     |
| Vilory                              | 95               | 70240      | 70569     |